# C11orf98
C11orf98 (англ. Chromosome 11 open reading frame 98) – білок, який кодується однойменним геном, розташованим у людей на 11-й хромосомі. Довжина поліпептидного ланцюга білка становить 122 амінокислот, а молекулярна маса — 13 798.
| 10         |  | 20         |  | 30         |  | 40         |  | 50         |
| ---------- |  | ---------- |  | ---------- |  | ---------- |  | ---------- |
| MGAPGGKINR |  | PRTELKKKLF |  | KRRRVLNRER |  | RLRHRVVGAV |  | IDQGLITRHH |
| LKKRASSARA |  | NITLSGKKRR |  | KLLQQIRLAQ |  | KEKTAMEGEA |  | GTEVGEGNPG |
| FIWDNTSFFP |  | LLSGSPFKAS |  | QD         |  |            |  |            |

A: Аланін

D: Аспарагінова кислота

E: Глутамінова кислота

F: Фенілаланін

G: Гліцин

H: Гістидин

I: Ізолейцин

K: Лізин

L: Лейцин

M: Метіонін

N: Аспарагін

P: Пролін

Q: Глутамін

R: Аргінін

S: Серин

T: Треонін

V: Валін